# Liste des évêques de Daloa
Pour un article plus général, voir Diocèse de Daloa.
La liste des évêques de Daloa recense les noms des évêques qui se sont succédé sur le siège épiscopal de Daloa, en Côte d'Ivoire depuis la création du vicariat apostolique de Sassandra le 9 avril 1940 par détachement de celui de Côte d'Ivoire. Le vicariat est confié à la Société des missions africaines qui évangélisait la région depuis les années 1920. Il est érigé en diocèse et change de dénomination le 14 septembre 1955 pour devenir le diocèse de Daloa (Dioecesis Daloaensis).

## Vicaire apostolique
- 9 avril 1940-18 février 1955 : Alphonse Kirmann SMA (Alphonse Charles Kirmann), vicaire apostolique de Sassandra.

## Évêques
- 29 février 1956-4 juillet 1956 : Jean-Marie Étrillard SMA
- 4 juillet 1956-20 novembre 1975 : Pierre Rouanet SMA (Pierre Eugène Rouanet)
- 20 novembre 1975-22 mars 2005 : Pierre-Marie Coty (premier évêque autochtone)

- 22 mars 2005-25 avril 2018 : Maurice Konan Kouassi

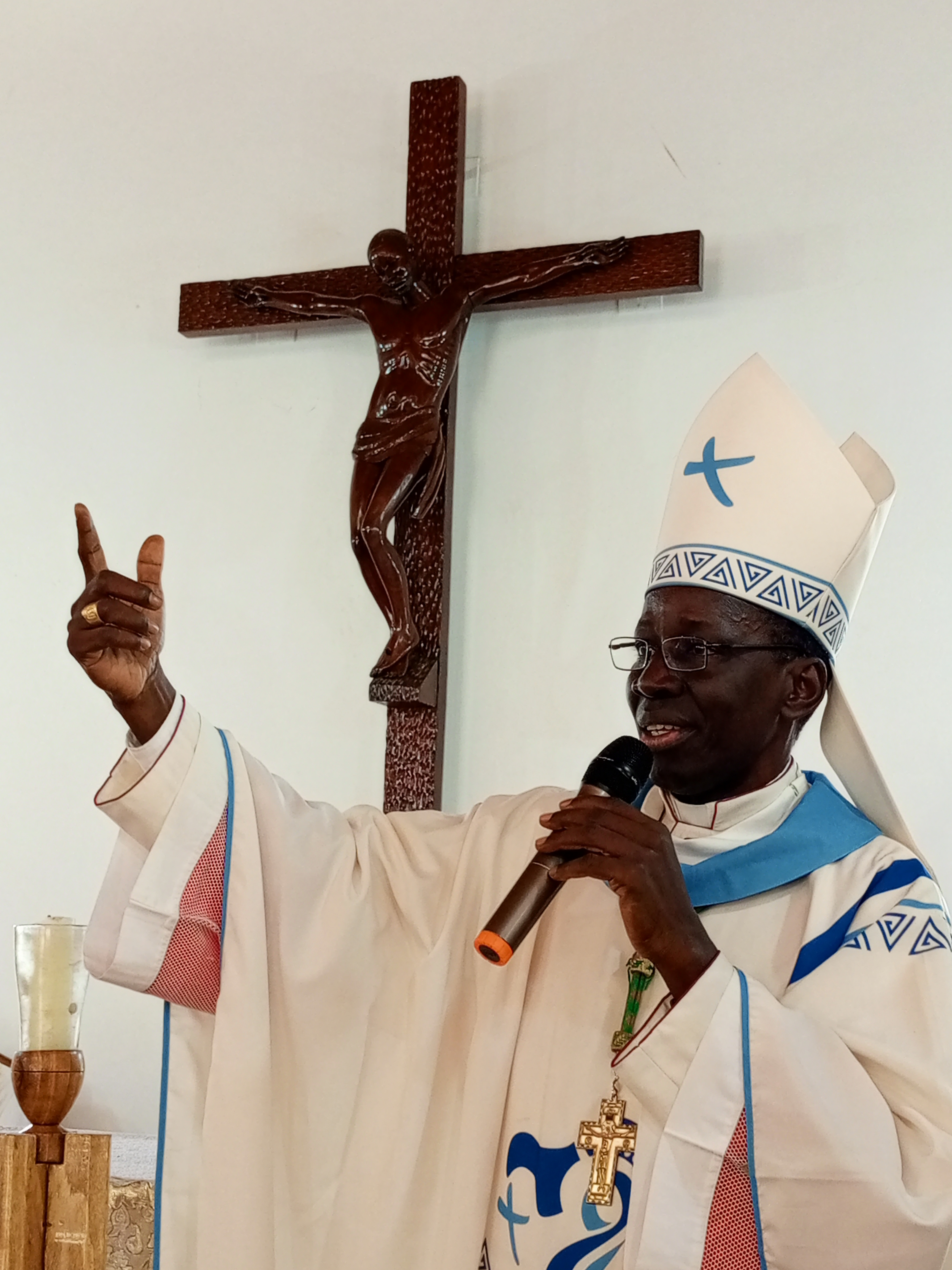
Mgr Marcellin Yao Kouadio

- depuis le 25 avril 2018 : Marcellin Yao Kouadio, précédemment évêque de Yamoussoukro[2]

## Sources
- (en) Fiche du diocèse de Daloa sur catholic-hierarchy.org